# 井上コトリ
井上 コトリ（いのうえ コトリ、1978年 - ）は、日本のイラストレーター、絵本作家。

## 人物
1978年に千葉県に生まれる。法政大学文学部卒業後、東京都渋谷区にある東京デザイン専門学校にてイラストを学び、2005年よりフリーのイラストレーターとして活動を開始する。雑誌や書籍、広告など幅広い紙媒体のイラストレーションを多数手掛ける。
また同時にイラストのみでなく児童文学を中心とした作家として活動してもおり、主要な作品に処女作である『わたしドーナツこ』、『やまとうみのゼリー』、『まちのひろばのどうぶつたち』、『ちいさなぬま』などが存在する。

## 主な作品

### 単著
- 『わたしドーナツこ』（ひさかたチャイルド、2011年）
- 『ちいさなぬま』（講談社、2013年）
- 『かきたいなかきたいな』（アリス館、2014年）
- 『まちのひろばのどうぶつたち』（あかね書房、2015年）
- 『やまとうみのゼリー』（小学館、2016年）
- 『ぶるぶる ぞくぞく でも おもしろい！ こわ～い昔話』（チャイルド本社、2023年）

### イラスト
- 『慣用句 おもしろからだことばかるた』（ひさかたチャイルド、2008年）
- 『タコのたーくん うみをでる』（童心社、2019年）
- 『ヘビくん ブランコくん』（アリス館、2022年）
- 『たんぽぽ ぽぽぽ』（銀の鈴社、2022年）